# Macchitella

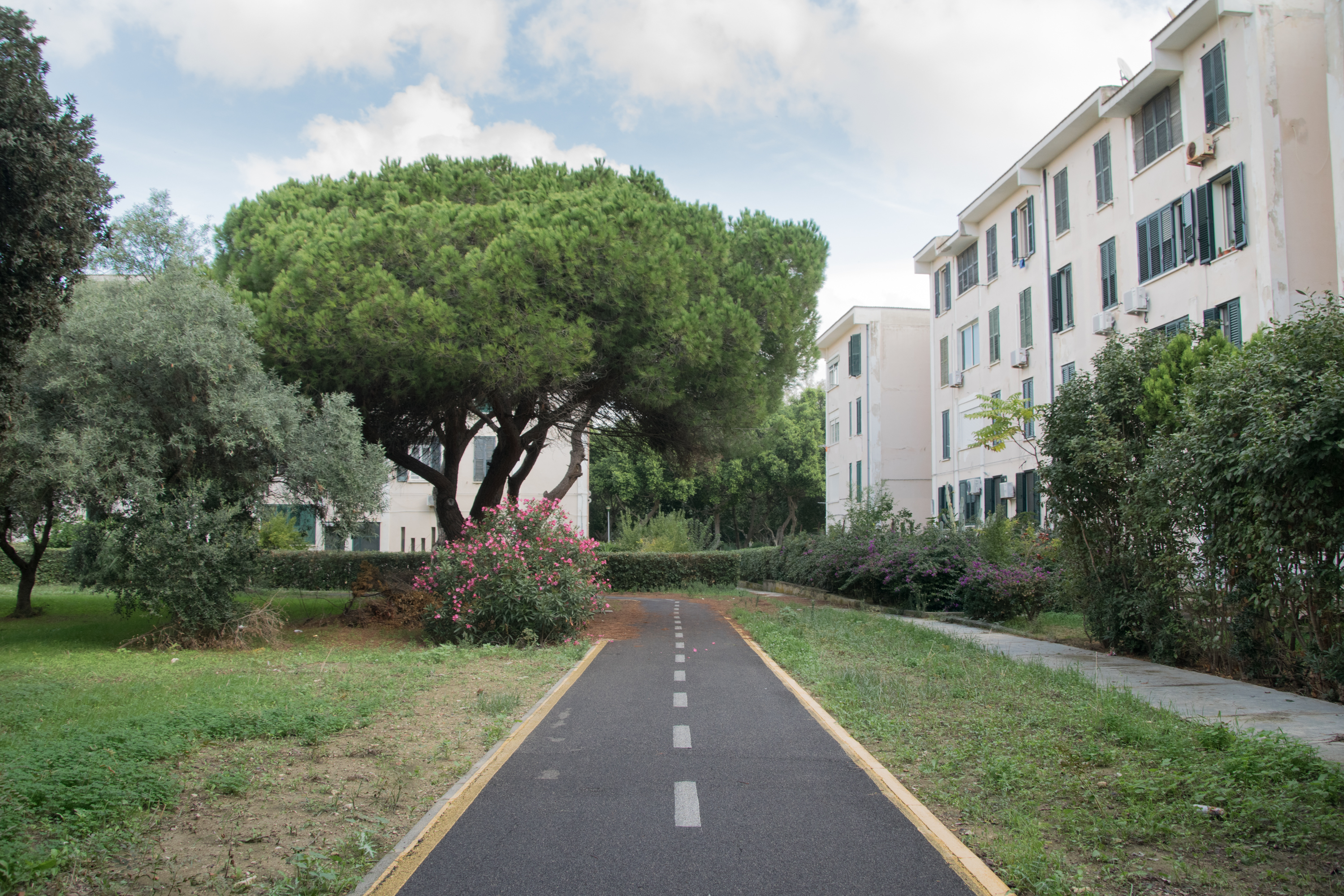
Gela, quartiere Macchitella

Macchitella è un quartiere residenziale della città di Gela in Sicilia. Completato, nel suo nucleo originario, nella prima metà degli anni sessanta del XX secolo, è stato realizzato per accogliere dirigenti, impiegati e lavoratori del polo petrolchimico dell'ENI sorto dalla parte opposta della città storica. Fino alla seconda metà degli anni settanta è stato di fatto una realtà urbanistica a sé stante per le caratteristiche più tipiche del settentrione e per i servizi offerti. Oggi, con 9 000 abitanti, è a tutti gli effetti un quartiere della città.
Il nucleo storico di Macchitella è stato progettato da un gruppo d'architetti con a capo Marcello Nizzoli e Mario Olivieri. Gli abitanti del popoloso quartiere residenziale si chiamano "macchitellesi".

## Geografia fisica
Macchitella sorge ai piedi del quartiere Caposoprano, a ovest della città di Gela, in direzione di Licata e a ovest del Lungomare Federico II di Svevia, e dista circa 15 minuti in auto dal centro storico.

## Origini del nome
Nelle intenzioni dei progettisti Agip, il quartiere avrebbe dovuto prendere nome di "Gattano" dal torrente che scorre in questa zona, nonostante facesse parte della contrada "Marchitello", da sempre identificata dalla popolazione locale con il nome di "Macchitedda", vista la sua conformazione di macchia vegetale mediterranea con arbusti bassi, rovi e ricca di acquitrini che ne facevano ottimo nascondiglio per fuorilegge, pascolo per bestie e un habitat florido per la fauna locale. Si ergeva a separazione tra le alte dune marine e le zone agricole della contrada. Il nome in seguito ai vari sviluppi venne modificato in "Macchitella"' Italianizzazione dell'epiteto della contrada.

## Storia
Nel 1956 si scopre il petrolio nella piana e nel golfo di Gela. Questo storico evento porterà all'idea, concretizzatasi pochi anni dopo, della realizzazione di un grande polo petrolchimico utile alla raffinazione dei greggi locali così da poter rilanciare una zona da sempre in difficoltà in ambito economico.
Il nuovo petrolchimico avrebbe dato lavoro, tra diretto e indotto, a circa 7.000 impiegati più gli operai addetti, a tempo determinato, alla costruzione degli impianti. Necessitando di manodopera qualificata, molti operai sarebbero arrivati da fuori. Ma Gela, già allora uno dei centri più sovraffollati della Sicilia, non presentava un'adeguata offerta né di alloggi né di alberghi. L'ENI per sopperire a questa carenza decise di realizzare innanzitutto un albergo di quasi 100 camere della sua catena dei "MotelAgip" alle porte della cittadina (inaugurato nel 1961) e di affidare, inizialmente allo studio d'architettura diretto da Edoardo Gellner, la progettazione di un nuovo quartiere residenziale ad ovest della collina su cui sorge la Gela storica. Questo primo progetto prevedeva la creazione di un quartiere con una popolazione di circa 8 500 abitanti, distribuito in due nuclei tra contrada Macchitella e le pendici orientali della collina di Montelungo. L'unica opera prevista dal progetto iniziale (di grande caratura) e poi realizzata fu il viadotto di collegamento tra la parte bassa e alta del nascituro quartiere.
In seguito la committenza decise di dimezzare il numero di residenti per cui realizzare il quartiere e si affidò la progettazione ad un altro studio d'architettura, quello capeggiato da Marcello Nizzoli. Questo nuovo progetto prevedeva la creazione di un quartiere tra la costa e il rettilineo della strada statale 115 per Licata, lontano circa un chilometro e mezzo dal centro abitato di Gela.
I lavori di costruzione del nuovo quartiere, sorto su un suolo anticamente paludoso (anche perché nelle vicinanze di un corso d'acqua), cominciarono intorno al 1960 per concludersi due anni dopo, nel 1962.
Il quartiere residenziale ENI di Gela Macchitella rappresenta un unicum, per dimensioni e caratteristiche, nel Meridione d'Italia in quanto nucleo urbano di grandi dimensioni (praticamente un piccolo paese) preliminarmente progettato e realizzato in tutti i particolari. Col tempo l'idea originale è stata in parte snaturata dalla crescita della moderna Gela degli anni settanta che si è di fatto unita alla nuova realtà urbana con la creazione ad est di nuovi quartieri residenziali, con palazzine di 4-5 piani, realizzate dall'Istituto Autonomo Case Popolari di Caltanissetta e da alcune cooperative edilizie.
A suo tempo, grande scalpore suscitò nell'opinione pubblica gelese la decisione di realizzare il quartiere distante dalla città storica: tra la vecchia periferia e il nuovo quartiere era ancora campagna aperta. Gli operai del Petrolchimico che alloggiavano alla Macchitella definivano l'omonimo quartiere come "L'Isola Felice" e in effetti anche se la comunità gelese non era molto d'accordo alla sua realizzazione, molti gelesi invidiavano la zona perché era nettamente diversa dalla realtà di Gela, in qualsiasi ambito. Questa demarcazione era ulteriormente evidenziata dalla differenza nell'offerta di servizi pubblici e privati e sembrò quasi rappresentare l'ipotizzata distanza dei dirigenti e impiegati al locale polo industriale provenienti dal Settentrione d'Italia. Oggi queste differenze sono state ripianate proprio dall’espandersi della città. Macchitella, seppure architettonicamente rappresenti una realtà a sé, è oggi considerata un quartiere di Gela denominata "Il Polmone Verde Di Gela" data la presenza di molte aree verdi rispetto ad altre zone della città, uno dei tanti motivi del perché al tempo veniva invidiata.

## Monumenti e luoghi d'interesse

### Architetture religiose

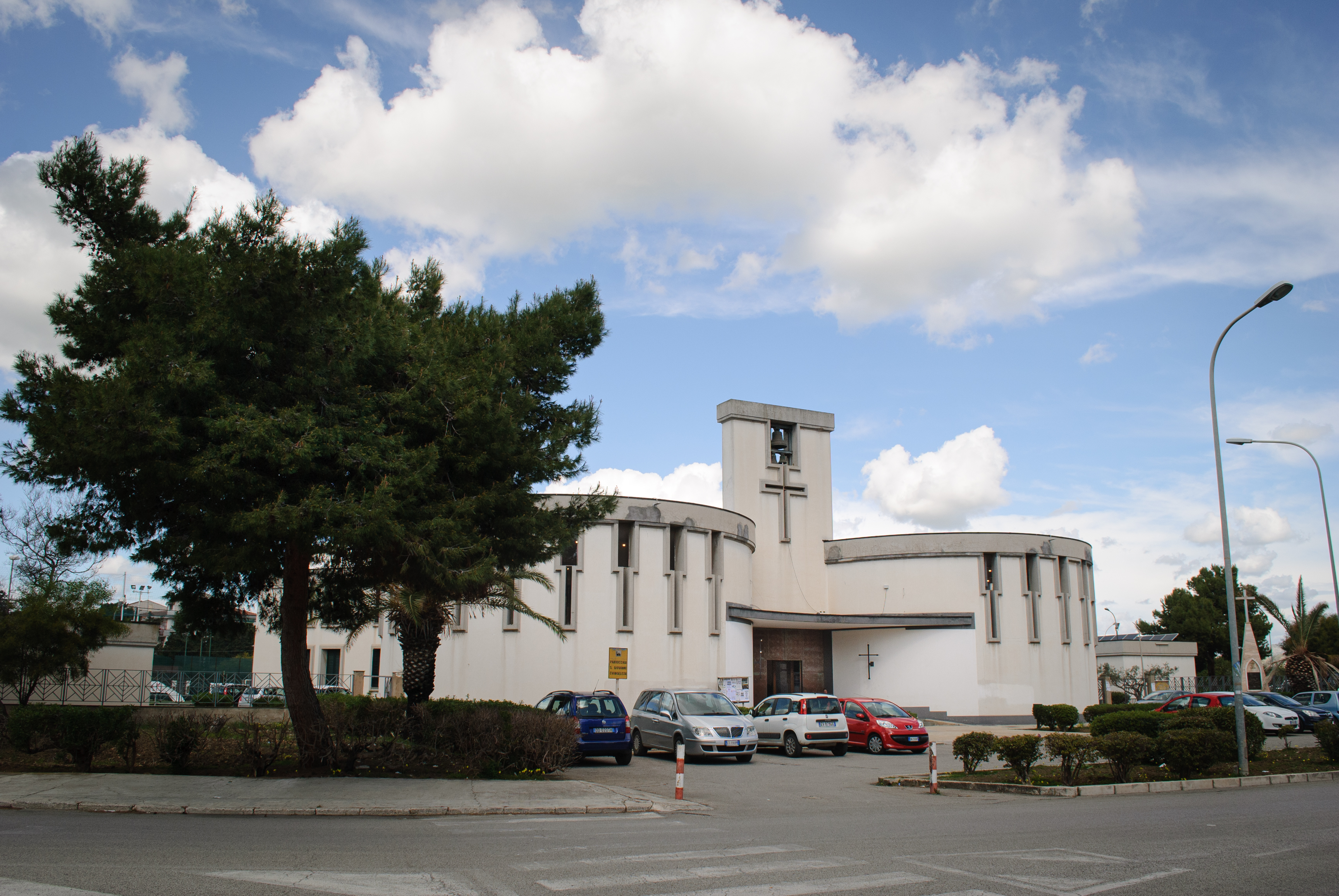
Gela, Chiesa di San Giovanni Evangelista (inaugurata nel 1969)

È la chiesa del quartiere, costruita da Ignazio Gardella e inaugurata nel 1969

## Geografia antropica

### Urbanistica

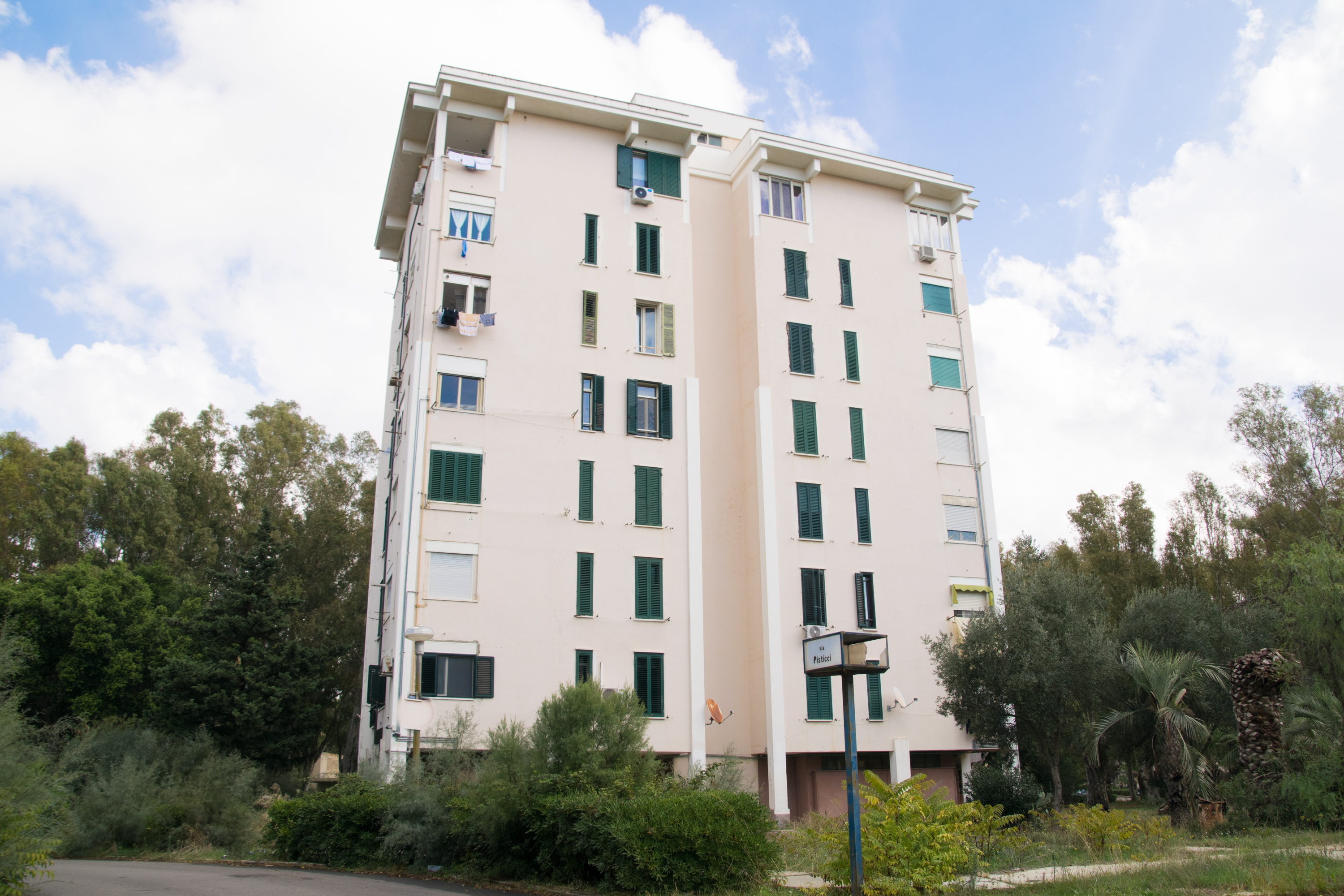
Macchitella, palazzina a torre

Il quartiere attuale segue in parte il piano urbanistico stilato dallo studio Gellner, secondo i principi di sviluppo del centro abitato di Borca di Cadore, in Veneto. Nel progetto originale era prevista una piazza che componesse la cesura tra il quartiere sviluppato sull'altopiano e quello sulla piana per mezzo di una piazza di sotto ed una di sopra corredata da zona commerciale ma con il ridimensionarsi del progetto originale, Nizzoli elimina questa soluzione cancellando la metà del quartiere sull'altopiano e spostando la piazza con zona commerciale al centro del quartiere.
Le palazzine si sviluppano a corte attorno alle torri accanto alle quali nascono elementi di raccordo atti a favorire la socializzazione come campi da gioco, giardini, passaggi pedonali e fontanili.
La zona commerciale si divide in due parti al centro delle quali si sviluppa in uno stile post razionalista il mercato ortofrutticolo coperto. L’edificio vuole rievocare l’arte moresca tipica delle zone nord ovest della Sicilia. Accanto alla zona commerciale si sviluppa la clinica Santa Barbara, nata originariamente come Motel, e la scuola, edifici sviluppati dallo studio Bacigalupo e Ratti.
Nel 1970, per venire incontro alle esigenze abitative dei nuovi dipendenti viene originata una nuova appendice al quartiere che si sviluppa come naturale prosecuzione verso il torrente Gattano, anch'esso ideato dallo studio Bacigalupo e Ratti, esportando il modello del quartiere Eni Bolgiano, presso Ravenna.
Il quartiere residenziale si sviluppa per circa un chilometro parallelamente alla costa sabbiosa e per poche centinaia di metri tra quest'ultima e la statale 115 per Licata.
Presenta un efficiente sistema viario caratterizzato da ampie vie con la sede stradale predisposta per il doppio senso di marcia e separata dai laterali percorsi pedonali attraverso aiuole occupate da siepi e alberi. Il sistema viario dà poi vita a delle isole urbane entro le quali sono collocate tre tipologie di edifici residenziali:
- le cosiddette "Torri", palazzine di sette elevazioni fuori terra (11 in totale);
- i condomini a schiera, di tre elevazioni fuori terra più seminterrato;
- le villette a schiera, con seminterrato e unico piano rialzato.
- le palazzine Bacigalupo e Ratti, caratterizzate da un ampio porticato architravato con funzione di rimessa per le auto, ampi balconi dalla ringhiera bianca con spesso corrimano, cornicione aggettante e tetto spiovente nordico.

Tali edifici, in pianta, disegnano dei cortili interni, aperti rispetto alle vie di comunicazione e utilizzati in parte come giardini e in parte come parcheggio per i residenti.
Il prospetto degli edifici è caratterizzato dalla presenza esclusiva di finestre (completamente assenti i balconi, nonostante ci si trovi in una zona dal clima tipicamente mediterraneo) con infissi a persiana, e da intonaci color pastello (azzurro, rosa).
Il quartiere appare immerso nel verde: ogni zona attorno agli edifici è piena di alberi, siepi, prati fioriti.
A sud-ovest sorge il centro della vita collettiva del quartiere. Qui sono riuniti tutti i servizi principali (pubblici e privati) nonché l'area verde attrezzata e un grande piazzale che si presta a usi diversificati. Dunque, il Centro commerciale (sistema di due gallerie con mono-elevazione fuori terra, circondato da ampie aree pedonali per il tempo libero) con, tra gli altri negozi, due ampi locali destinati a supermercato e grande magazzino d'abbigliamento; il Centro socio-culturale "Suor Teresa Valsè" gestito da suore e che ospita al suo interno una scuola comprensiva di II grado (asilo, materna ed elementari), una sala polifunzionale adibita a cinema-teatro e spazio per manifestazioni di vario genere, vari cortili e campetti sportivi (basket, calcetto).
A nord del quartiere è ubicato il Centro sportivo "Dopolavoro Anic-Gela" dotato di campo da calcetto, campo da wimbledon, campo da tennis. A sud-ovest del quartiere è ubicato il campo sportivo "Enrico Mattei" (adibito a calcio).

#### Toponomastica
Tutte le vie del quartiere prendono nome da città che hanno a che vedere con il petrolio e da ex dirigenti ENI. I viali principale prendono il nome di "viale Enrico Mattei", "viale Cortemaggiore", "viale Ravenna" e "viale Mazara del Vallo".

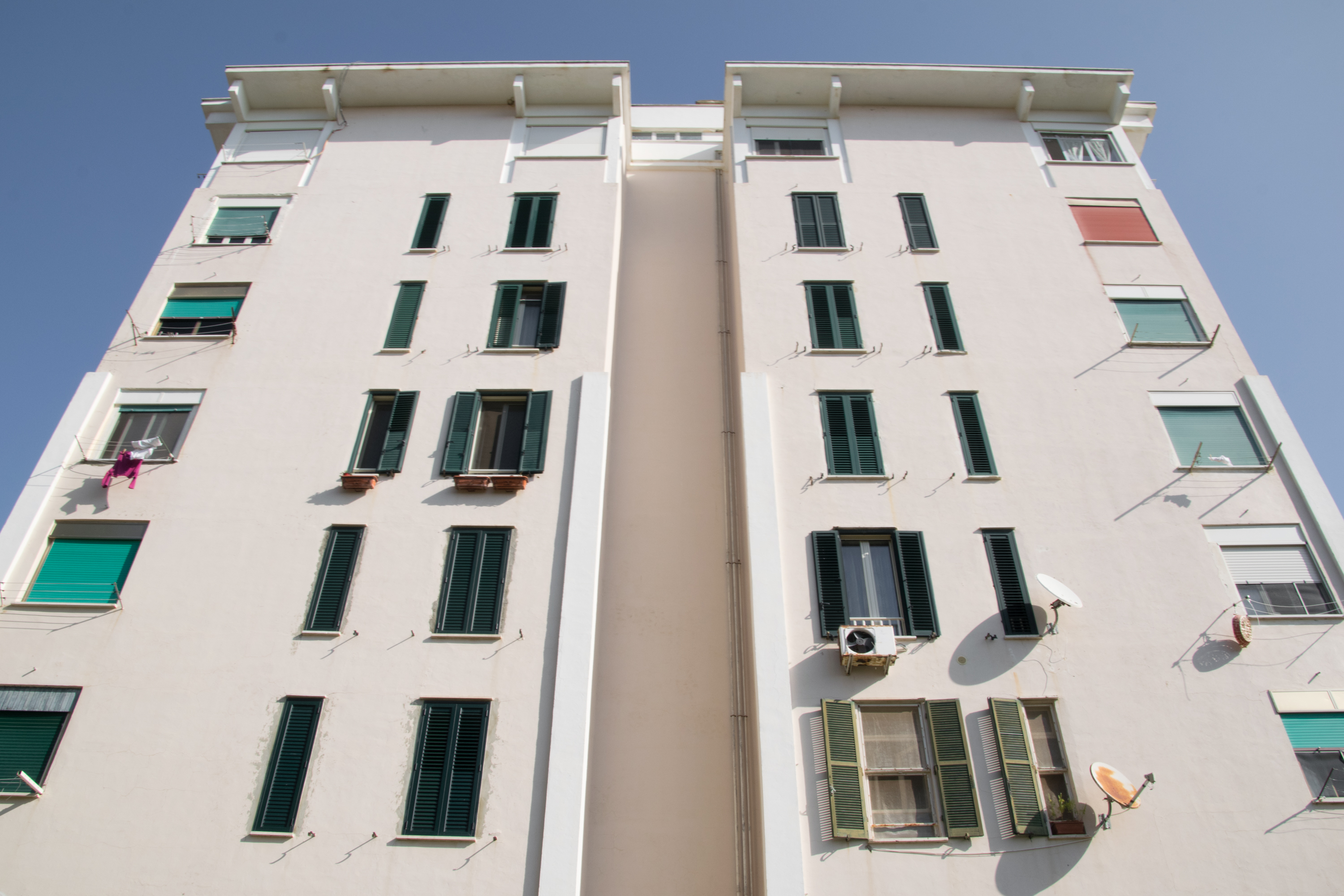
Macchitella, Torre
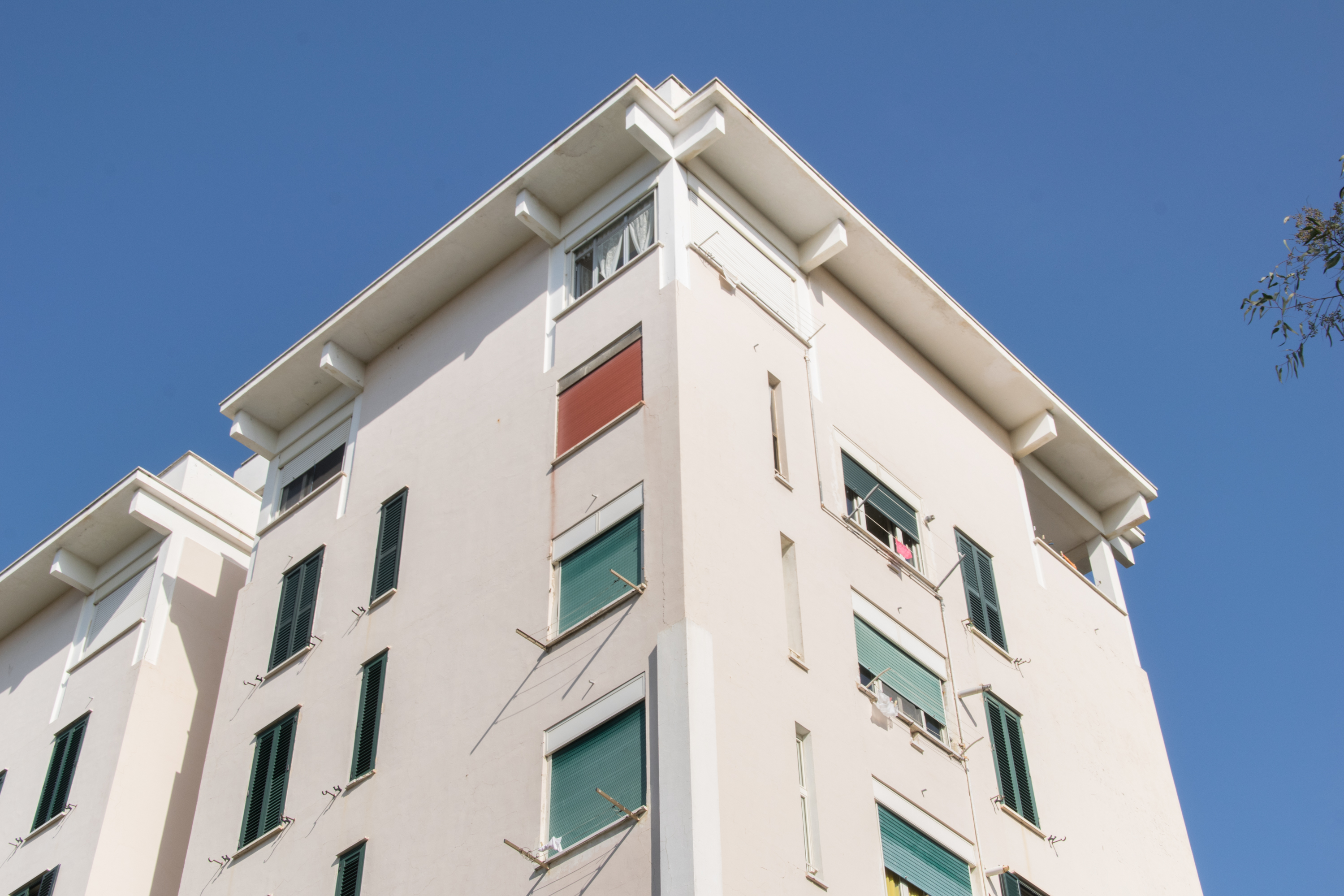
Macchitella, Torre
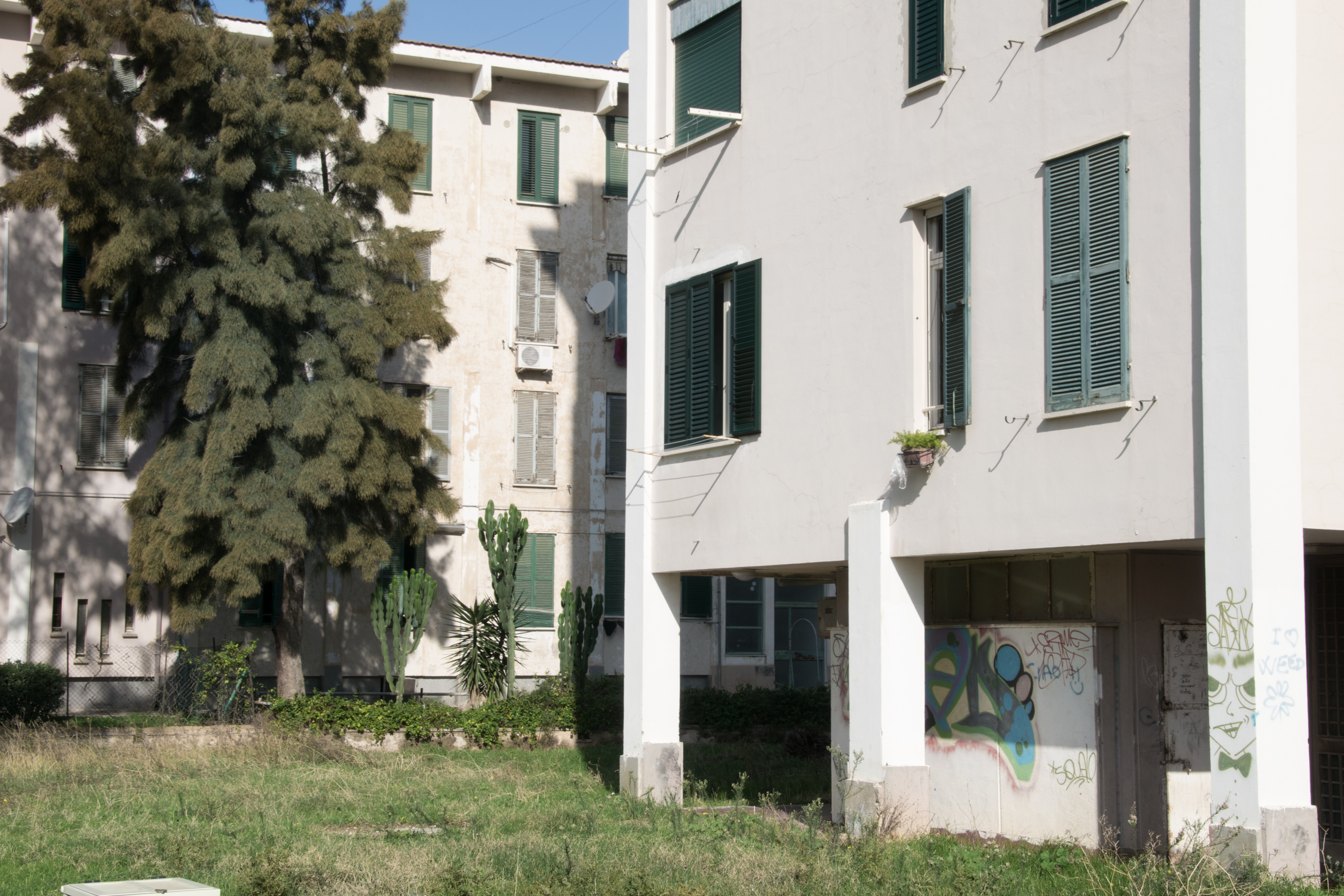
Macchitella, edifici residenziali
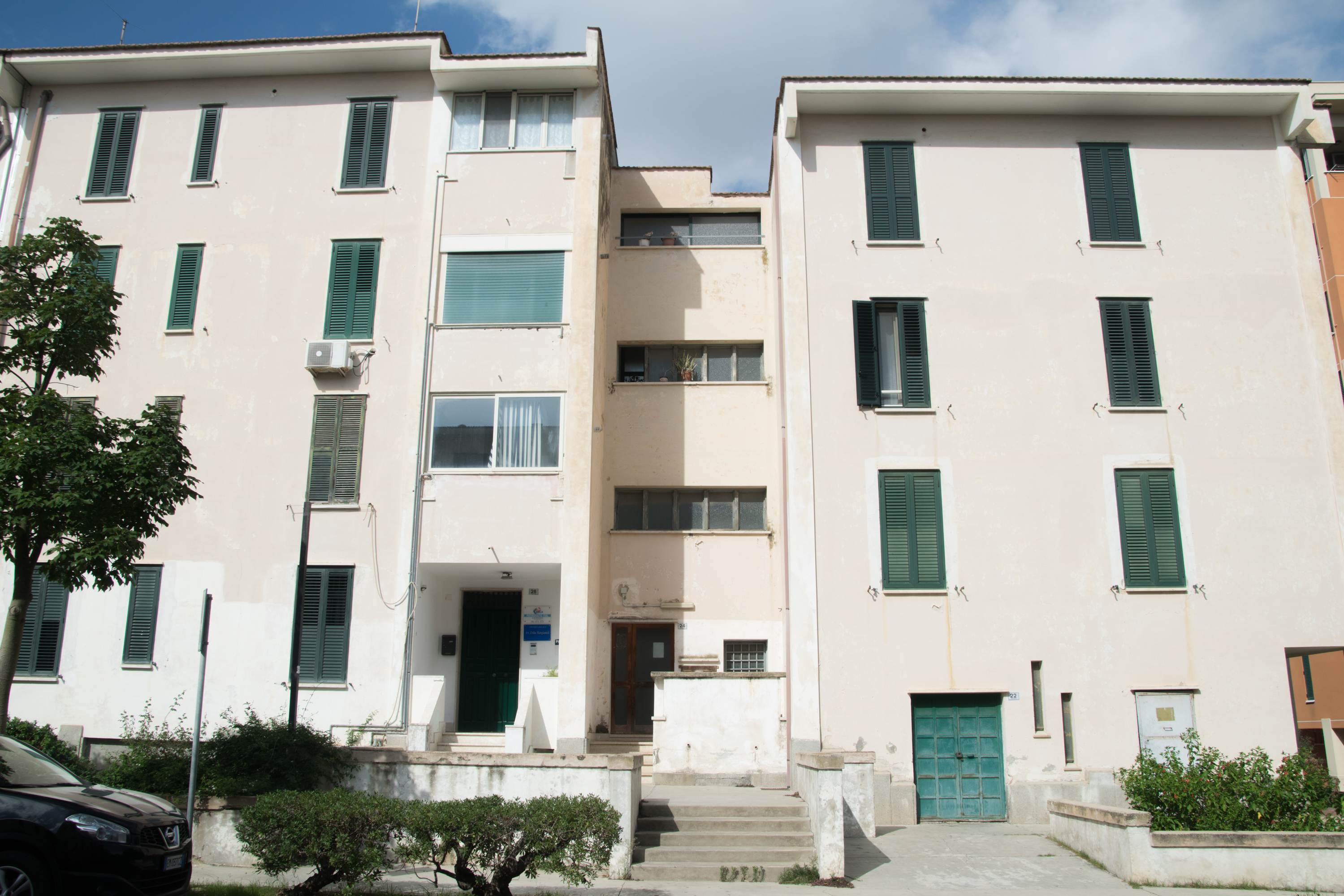
Macchitella, edifici residenziali
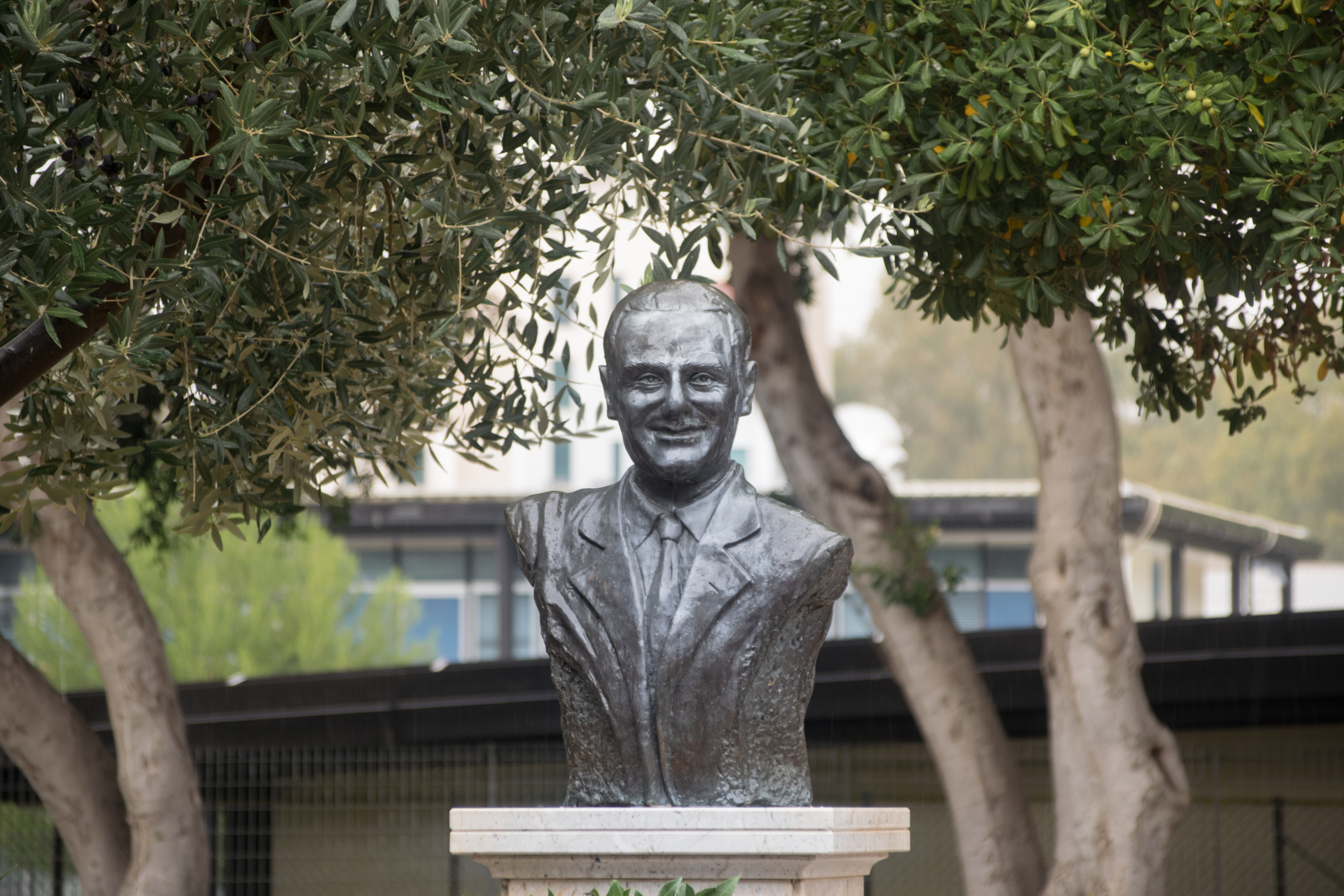
Macchitella, busto di Enrico Mattei
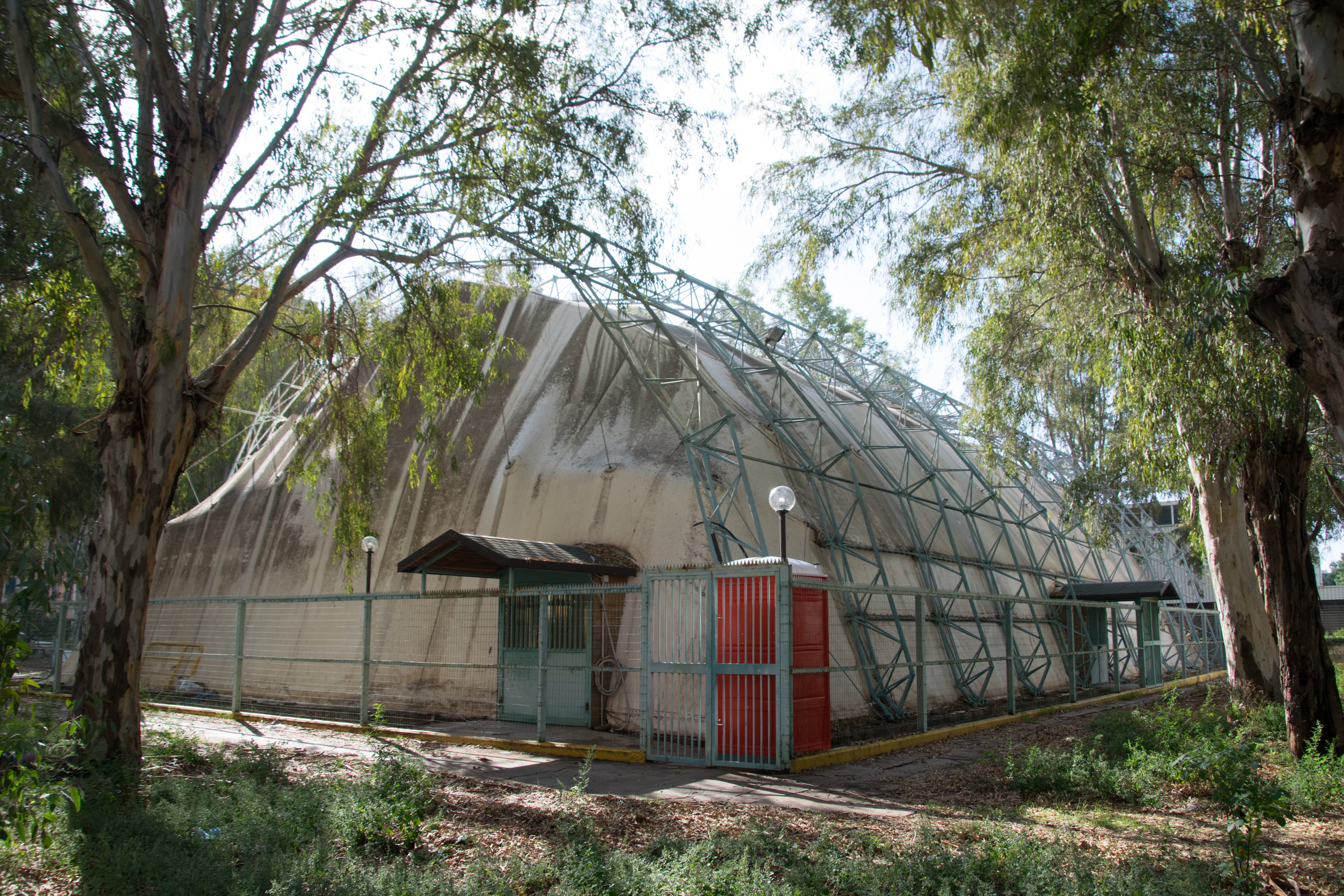
Macchitella, centro sportivo
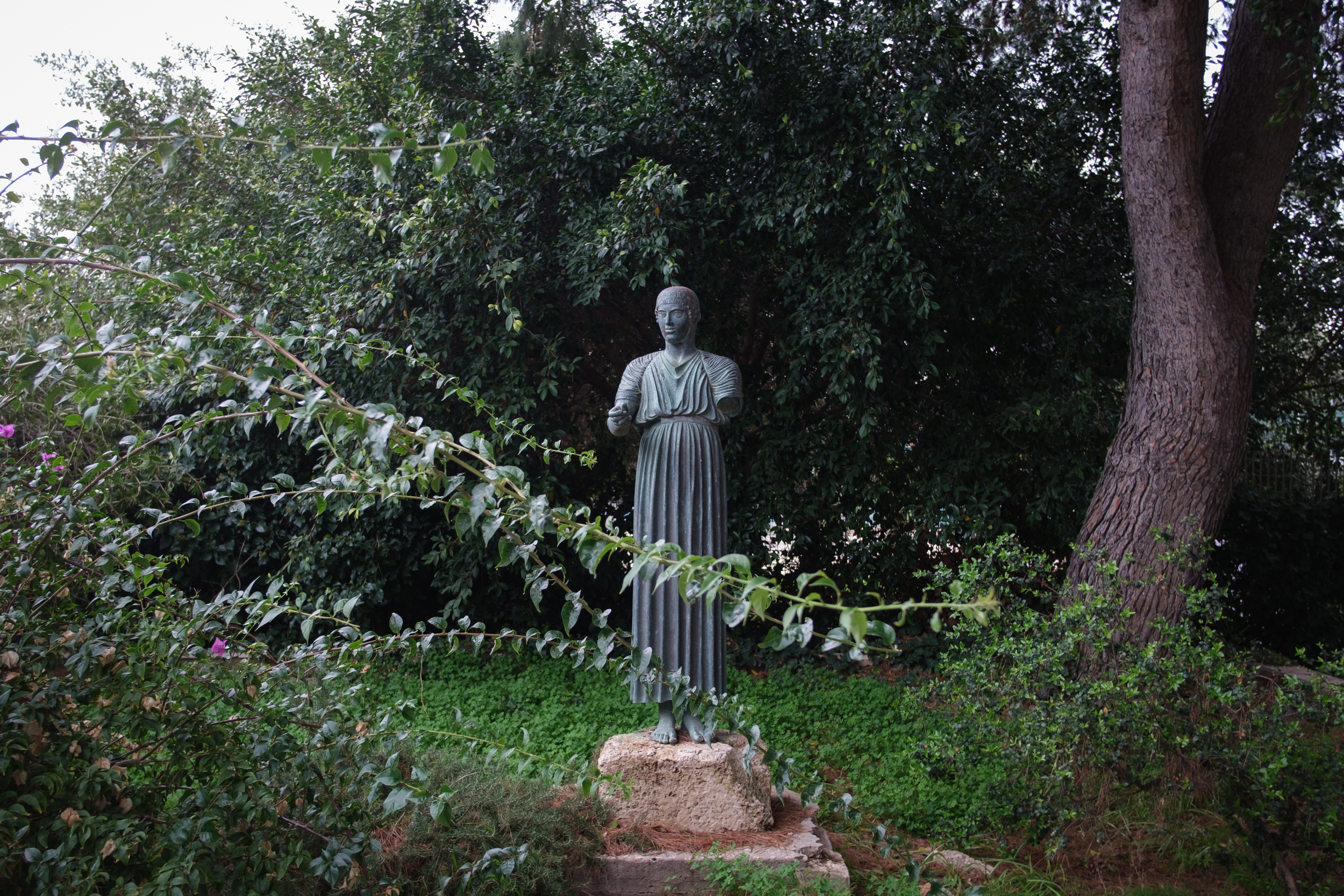
Macchitella, L'Auriga
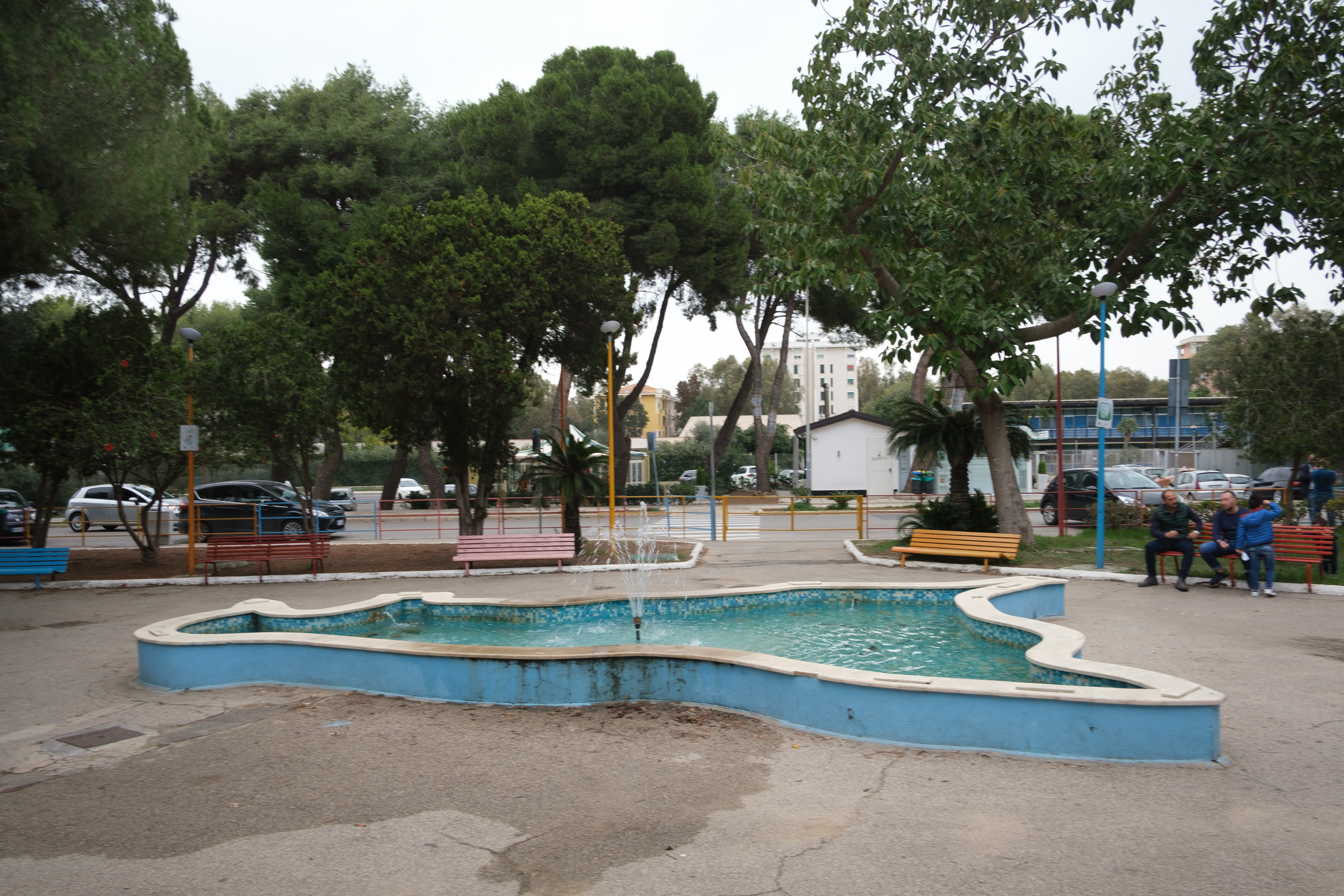
Macchitella, Villetta "Auriga"